# Jetis (Karangnongko)
Jetis is een bestuurslaag in het regentschap Klaten van de provincie Midden-Java, Indonesië. Jetis telt 1575 inwoners (volkstelling 2010).